# Hexokinase 2
Hexokinase 2 (auch bekannt als HK2) ist ein Enzym aus der Gruppe der Hexokinasen, das beim Menschen vom HK2-Gen auf Chromosom 2 codiert wird. Hexokinasen phosphorylieren Glucose unter Bildung von Glucose-6-phosphat (G6P) und bildet den ersten Schritt in den meisten Glucosestoffwechselwegen. Das HK2-Gen codiert für Hexokinase 2, die vorherrschende Form im Skelettmuskel. Es ist an der äußeren Membran der Mitochondrien (engl. outer mitochondrial membrane, OMM) lokalisiert. Die Expression dieses Gens reagiert auf Insulin, und Studien an Ratten legen nahe, dass es an der erhöhten Glykolyse-Rate beteiligt ist, die in schnell wachsenden Krebszellen zu beobachten ist.

## Struktur
HK2 ist eine von vier hoch homologen Hexokinase-Isoformen in Säugetierzellen.

### Gen
Das HK2-Gen erstreckt sich über ungefähr 50 kb und besteht aus 18 Exons. Es gibt auch ein HK2-Pseudogen, das in ein lang gestreutes repetitives DNA-Kernelement auf dem X-Chromosom integriert ist. Obwohl seine DNA-Sequenz dem cDNA-Produkt des tatsächlichen HK2-mRNA-Transkripts ähnlich ist, fehlt ihm ein offener Leserahmen für die Genexpression.

### Protein
Das HK2-Gen codiert für ein Enzym mit ungefähr 100 kDa Molmasse, 917 Aminosäureresten und sehr ähnlichen N- und C-terminalen Domänen, die jeweils die Hälfte des Proteins bilden. Die hohe Ähnlichkeit mit einer 50-kDa-Hexokinase (GCK) und dessen Existenz legen nahe, dass die 100-kDa-Hexokinasen über Genduplikation und Tandem-Ligation von einem 50-kDa-Vorläufer abstammen. Sowohl N- als auch C-terminale Domänen besitzen katalytische Fähigkeiten und können durch G6P inhibiert werden, obwohl die C-terminale Domäne eine geringere Affinität für ATP aufweist und nur bei höheren Konzentrationen von G6P inhibiert wird.
Obwohl es zwei Bindungsstellen für Glucose gibt, wird vorgeschlagen, dass die Glucosebindung an einer Stelle eine Konformationsänderung induziert, die verhindert, dass eine zweite Glucose an der anderen Stelle bindet. Die ersten 12 Aminosäuren des stark hydrophoben N-Terminus dienen der Bindung des Enzyms an die Mitochondrien, während die ersten 18 Aminosäuren zur Stabilität des Enzyms beitragen.

## Funktion
Als Isoform der Hexokinase und Mitglied der Zuckerkinasefamilie katalysiert die HK2 den ersten obligatorischen Schritt des Glukosestoffwechsels, nämlich die ATP-abhängige Phosphorylierung von Glukose zu G6P. Physiologische Konzentrationen an G6P können diesen Prozess regulieren, indem sie HK2 als negative Rückkopplung hemmen, obwohl anorganisches Phosphat (Pi) die G6P-Hemmung lindern kann. Anorganisches Phosphat kann auch HK2 direkt regulieren. Diese Doppelregulation passt möglicherweise besser zu seinen anabolen Funktionen.
Durch die Phosphorylierung von Glucose verhindert HK2 effektiv, dass Glucose die Zelle verlässt  und bindet so Glucose an den Energiestoffwechsel. Darüber hinaus fördert seine Lokalisierung und Bindung an der äußeren Mitochondrienmembran die Kopplung der Glykolyse an die mitochondriale oxidative Phosphorylierung, wodurch die ATP-Produktion erheblich gesteigert wird, um den Energiebedarf der Zelle zu decken. Insbesondere bindet HK2 an VDAC, um die Öffnung des Kanals auszulösen und mitochondriales ATP freizusetzen, um den glykolytischen Prozess weiter voranzutreiben.
Eine weitere entscheidende Funktion für OMM-gebundenes HK2 ist die Vermittlung des Zellüberlebens. Die Aktivierung der Akt-Kinase hält die HK2-VDAC-Kopplung aufrecht, wodurch anschließend die Freisetzung von Cytochrom c und die Apoptose verhindert werden. Der genaue Mechanismus muss jedoch noch bestätigt werden. Ein Modell schlägt vor, dass HK2 mit den pro-apoptotischen Proteinen Bax konkurriert, um VDAC zu binden, und in Abwesenheit von HK2 induziert Bax die Freisetzung von Cytochrom c. Tatsächlich gibt es Hinweise darauf, dass HK2 die Oligomerisierung von Bax und BAK und die Bindung an der OMM einschränkt. In einem ähnlichen Mechanismus bindet und öffnet die pro-apoptotische Kreatinkinase VDAC in Abwesenheit von HK2. Ein alternatives Modell schlägt das Gegenteil vor: HK2 reguliert die Bindung des anti-apoptotischen Proteins Bcl-xL an VDAC.
Insbesondere wird HK2 in Geweben ubiquitär exprimiert, obwohl es hauptsächlich im Muskel- und Fettgewebe vorkommt. Im Herz- und Skelettmuskel ist HK2 sowohl an der Mitochondrien- als auch an der Sarkoplasmamembran gebunden. Die HK2-Genexpression wird durch einen PI3K/RPS6KB1-abhängigen Signalweg reguliert und kann durch Faktoren wie Insulin, Hypoxie, tiefe Temperaturen und körperliche Betätigung induziert werden. Seine induzierbare Expression deutet auf seine adaptive Rolle bei Stoffwechselvorgängen auf Veränderungen in der zellulären Umgebung hin.

## Klinische Bedeutung

### Krebs
HK2 ist in mehreren Krebsarten, einschließlich Brustkrebs und Dickdarmkrebs, hoch exprimiert. Seine Rolle bei der Kopplung von ATP aus der oxidativen Phosphorylierung an den geschwindigkeitsbestimmenden Schritt der Glykolyse könnte dazu beitragen, das Wachstum von Tumorzellen voranzutreiben. Insbesondere die Hemmung von HK2 hat die Wirksamkeit von Krebsmedikamenten nachweislich verbessert. Daher hat HK2 eine vielversprechende therapeutische Anwendung, obwohl angesichts seiner allgegenwärtigen Expression und seiner entscheidenden Rolle für den Energiestoffwechsel sollte eher eine Verringerung als eine vollständige Hemmung seiner Aktivität verfolgt werden.

### Nicht-insulinabhängiger Diabetes mellitus
Eine Studie zu nicht-insulinabhängigem Diabetes mellitus (NIDDM) ergab niedrige basale G6P-Spiegel bei NIDDM-Patienten, die mit der Zugabe von Insulin nicht anstiegen. Eine mögliche Ursache ist eine verminderte Phosphorylierung von Glucose aufgrund eines Defekts in HK2, der in weiteren Experimenten bestätigt wurde. Die Studie konnte jedoch keine Verbindungen zwischen NIDDM und Mutationen im HK2-Gen herstellen, was darauf hindeutet, dass der Defekt in der HK2-Regulation liegen könnte.
Eine neue Studie zeigt, dass eine fettreiche Ernährung (HFD) bei Mäusen zu einem frühen Verlust der Expression des glykolytischen Enzyms Hexokinase 2 (HK2) speziell im Fettgewebe und somit zu Hyperglykämie führt.